# Parque Cuartel Huerta
El Parque Cuartel Huerta (también conocido como Parque Cuartel Huertas) se encuentra situado en el municipio de Móstoles (Madrid, España). Está ubicado en el distrito de Zona Centro. Está rodeado por la calle de la Independencia, la calle Luis Jiménez de Asúa, la calle de la Mariblanca, la calle Canarias y la calle de Simón Hernández.  Cuenta con una superficie de 2,4 hectáreas (24.292 metros cuadrados) y es uno de los más grandes del centro de Móstoles.

## Historia
Sobre sus terrenos, en el siglo XV, se ubicaba una fortificación militar, perteneciente a doña Teresa de Haro, viuda del mariscal Diego López de Padilla. En las Relaciones Topográficas de Felipe II de 1576 no consta su presencia, por lo que se presupone que habría sido destruido antes, posiblemente en el contexto de la guerra de sucesión castellana. Del siglo XVI en adelante, su recuerdo permanecería entre los vecinos, mencionando el lugar con el nombre de Trascastillo.
En el mismo lugar a mediados de siglo XVIII se situaba una rica casona, a las afueras de Móstoles, con huerta y jardín, propiedad del vecino de Madrid llamado Manuel Salcedo, donde el rey Fernando VI se alojaba cuando pasaba por la villa de Móstoles.
En 1858 ya existía el templete actual del parque, construido para albergar una noria que irrigaba la huerta adyacente, y fue propiedad de la Duquesa de la Conquista, aristócrata española, dama de la Reina Regente María Cristina de Habsburgo.
Usado desde la década de 1840 por la Guardia Civil, durante la guerra civil española sirvió como base del Parque y Escuela de Automovilismo del Ejército, y posteriormente se construyó el cuartel que servía como base para la unidad de caballería llamada Grupo Dragones de Alfambra, hasta su traslado en 1965. El cuartel continuó operativo siendo la sede de la Agrupación 17 de Tropas del Cuartel General del Ejército hasta su cierre definitivo en 1985 y posterior demolición en 1986.
A partir de 1987, los arquitectos municipales planificaron zonas verdes, con un nuevo arbolado, además de la construcción de juzgados, un conservatorio y una biblioteca, que se mantienen hasta la actualidad.

## Características
Tiene una plaza principal al norte junto a una fuente y un estanque de unos 2000 metros cuadrados. 
En el interior del parque se encuentra el centro de salud Alcalde Bartolomé González, junto al templete.
En el extremo sur del parque están ubicados parques infantiles. 
El parque está abierto 24 horas. 